# Igelkottdjur
Igelkottdjur (Erinaceidae) är en familj som tillhör klassen däggdjur. Familjen omfattar ungefär 25 arter som förekommer i Eurasien och Afrika. Den i Sverige vilt levande arten Erinaceus europaeus betecknas vanligen som igelkott. Familjen består av de två underfamiljerna igelkottar (Erinaceinae) och råttigelkottar (Galericinae), som skiljer sig mycket i utseende. Det mest påfallande särdraget är taggarna som bara finns hos den förstnämnda underfamiljen. Igelkottarnas systematiska position är omstridd. Idag finns två olika teorier. Den första ser familjen som en medlem i ordningen äkta insektsätare (Eulipotyphla) och den andra betraktar igelkottar som en egen ordning (Erinaceomorpha) som utgör systergruppen till alla övriga högre däggdjur (Eutheria). Enligt den senaste forskningen är den första varianten mer trovärdig.

## Utseende

### Allmänt
Igelkottdjur är små till medelstora djur. Kroppens längd (huvud och bål) varierar mellan 10 och 46 centimeter. Medan arten månråttan (Echinosorex gymnura) väger upp till 2 kilogram, är arter i släktet Hylomys bara 20 till 80 gram tunga. Även svansens längd är olika. Arter i underfamiljen råttigelkottar har en lång svans (upp till 33 cm) och hos arter i underfamiljen igelkottar är svansen bara en kort stump.
Extremiteterna är oftast korta och ospecialiserade. Vid fötterna finns mest fem tår med skarpa klor – bara hos vissa arter av släktet Atelerix finns fyra tår vid de bakre extremiteterna. Skenben och vadben är som hos flera andra insektsätare hopvuxna. Igelkottdjur är hälgångare.

### Päls och taggar
Pälsen har oftast en inte iögonfallande brun- eller gråaktig färg. Individer i underfamiljen igelkottar har som skydd mot fiender taggar (den i Sverige levande igelkott har mellan 6000 och 8000 taggar). Taggarna är modifierade hår och invändigt tomma. Vid varje tagg finns en muskel (Musculus arrector pili) som är ansvarig för taggens resning. Dessa igelkottdjur kan rulla ihop sig vid fara. Ansiktet, buken och extremiteter hos arter i denna underfamilj är täckt med päls.

### Huvud och tänder
Igelkottdjurens skalle är långsträckt och flack. Huvudet sitter på en kort hals och vid den långa rörliga nosen finns morrhår. Ögonen och öronen är i jämförelse med andra insektsätare stora. Det antas att luktsinnet och hörseln är de viktigaste sinnena för igelkottdjur medan synen bara spelar en underordnad roll.
Runt om hjärnan är skallen relativt liten och även hjärnan själv är enkelt uppbyggd. Däremot har igelkottdjur en väl utvecklad luktknöl (Bulbus olfactorius).
Igelkottdjurens tänder har spetsiga utskott och är bra anpassade till djurens animaliska föda. Alla arter har jämförelsevis många tänder, hos några arter finns 44 tänder, som hos de första högre däggdjuren. En framtand är oftast större än de andra framtänderna. Allmänt gäller den tandformel som syns i tabellen.

### Andra organ
Tarmsystemet är enkelt uppbyggt. Blindtarmen saknas och den egentliga tarmen är ett enkelt rör som är kort i jämförelse med djurets längd. Hos hanarna ligger testiklarna i ett yttre hudveck som liknar andra djurs scrotum. Honor har två till fem par spenar.

## Utbredning och habitat
Igelkottdjur finns bara i Gamla världen; de förekommer i Europa, Afrika och delar av Asien. I Amerika och Australien saknas de. Medan utbredningsområdet av underfamiljen igelkottar går från södra Skandinavien söderut till Sydafrika och österut till Korea och Indien finns arter av underfamiljen råttigelkottar bara i Sydostasien. Igelkottdjur saknas även på Madagaskar, i Sri Lanka och i Japan.
Igelkottdjur har anpassat sig till olika habitat. Arter i underfamiljen igelkottar föredrar torra regioner som öppna skogar, ängar och kulturlandskap. Några arter lever till och med i stäpper eller öken. Arter av den andra underfamiljen förekommer däremot i regnskogen eller andra fuktiga områden. Antagligen är råttigelkottar begränsande till dessa områden på grund av födobristen i torrare regioner.
Dessa djur lever i låglandet och i bergstrakter upp till 3400 meter över havet.

## Ekologi

### Allmänt

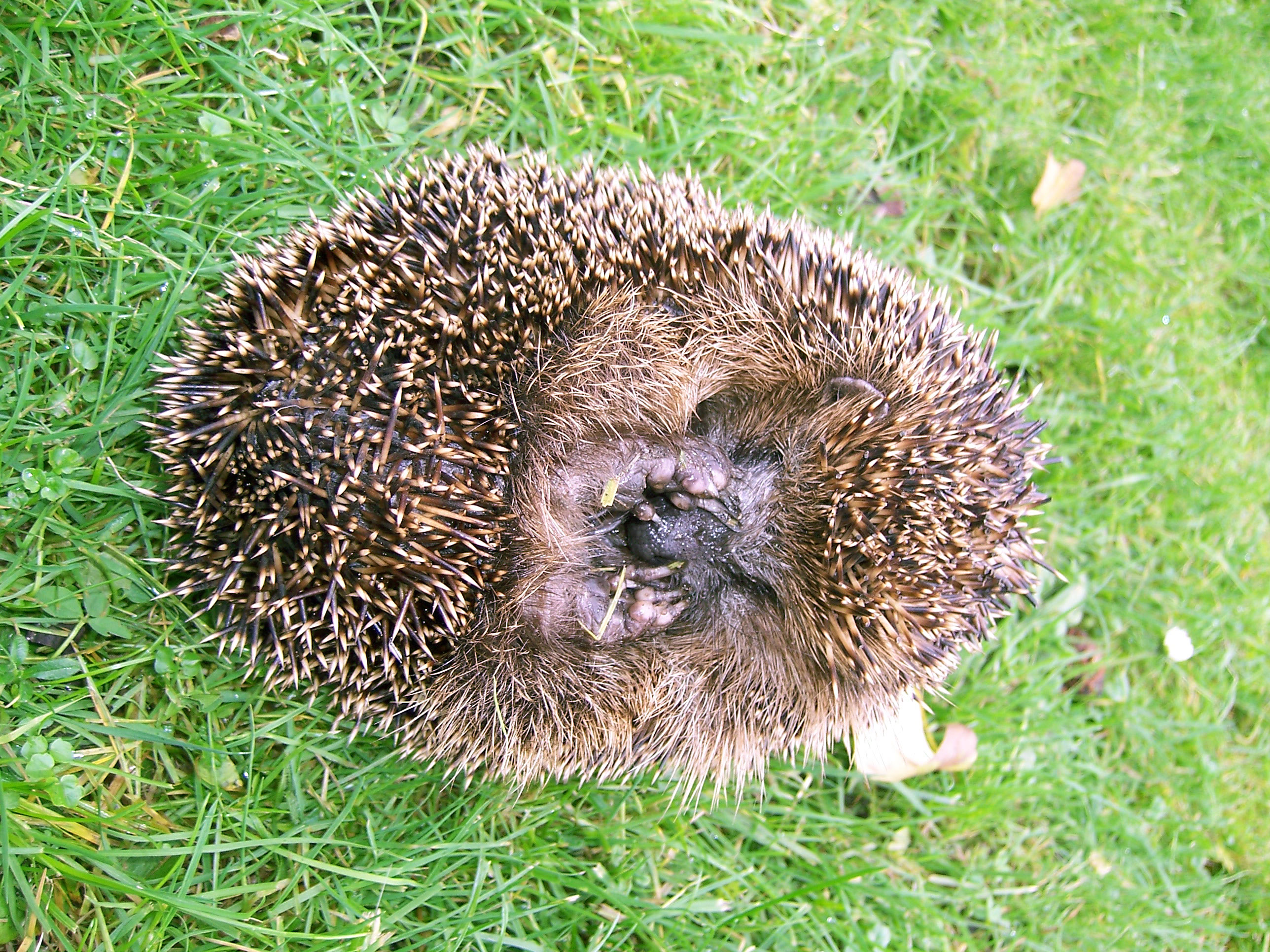
Igelkott som har rullat ihop sig

Igelkottdjur lever i stort sett på marken. Det finns arter som har bra förmåga att klättra och som ibland vistas i buskar, men födan hittas huvudsakligen på jordytan. Några arter skapar stigar i den täta undervegetationen för bättre framkomlighet. Några arter är bra simmare och minst en art, Echinosorex gymnura, letar sin föda i vattnet.
Arter i underfamiljen igelkottar gräver ofta tunnlar som tjänstgör som viloplatser. Ingången är oftast gömd i tät vegetation och sovplatsen fodras med torra växter. Bon kan användas av flera individer men inte samtidig. Arter av underfamiljen råttigelkottar ligger däremot dolda i bergssprickor, bland trädrötter eller upphittade jordhålor när de vilar, men gräver inte själva.
Allmänt är igelkottdjur aktiva mellan skymningen och gryningen men månråttan och Hylomys suillus kan vara dagaktiva. Under sommaren lämnar några igelkottar i den tempererade regionen sina bon före solnedgången.
Arterna av underfamiljen igelkottar uppvisar en form an själv-smörjelse. Detta beteende orsakas vanligen av en starkt luktande eller giftig växt. Individen slickar växten eller gnuggar nosen mot den och producerar särskilt mycket saliv. Saliven fördelas sedan på taggarna som finns nära nosen och den spottas på andra taggar. Syftet med denna vana är oklart.

### Socialt beteende
Igelkottdjur lever ensamma utanför parningstiden och är under dessa tider aggressiva mot individer från samma art. Man känner bara till några arter av råttigelkottar som letar efter föda under dagen. Igelkottdjur i kyligare regioner håller en vinterdvala och arter i tropiska områden faller under torra perioder i något slags stelt tillstånd (torpor). Igelkottdjur som håller vinterdvala vaknar 1 – 2 gånger per vecka för att avsöndra urin och avföring.
Igelkottdjur markerar sina revir med doftämnen. Det gäller särskild för råttigelkottar där körtelvätskan påminner om mysk.

### Föda
Igelkottdjurens föda består till största delen av ryggradslösa djur (till exempel insekter och deras larver eller ringmaskar) men de äter även mindre ryggradsdjur och as, det senare gäller främst arter i Afrika. I mindre omfång konsumerar de även växtdelar som rötter och frukter. Ofta har unga individer en större variation av födoämnen medan de gamla är specialiserade på några läckerbitar. Månråttan äter dessutom krabbor, blötdjur och småfiskar.
Arterna äter sina byten vanligen på samma ställe där de hittas. Bara Paraechinus micropus skapar ett förråd i boet.
Påståendet att igelkottar bär sin föda med taggarna är felaktigt. Det förekommer ibland att löv och frukter sitter på taggarna men dessa används inte som föda. Troligtvis får igelkottar dessa föremål med sig oavsiktligt när de vistas i lyan. Oftast plockas föremålen inte bort på en gång.

### Fortplantning
Igelkottdjur föder en eller två (bara i varma regioner) gånger per år. Efter dräktigheten som varar i 30 till 48 dagar föder honan upp till elva ungar (för europeiska arter ligger detta antal oftast vid fyra eller fem). Ungarna är vid födelsen blinda och hjälplösa. Arter i underfamiljen igelkottar har vid födelsen mjuka taggar. Ungar av denna underfamilj är vid födelsen cirka 7 centimeter långa och 10 till 25 gram tunga. Efter 12 till 24 dagar öppnar ungarna för första gången ögonen och efter sex till åtta veckor slutar honan att ge di. Unga igelkottdjur blir könsmogna efter sex till tolv månader. Medellivslängden i naturen uppskattas till tre till sju år.

## Igelkottdjur och människor

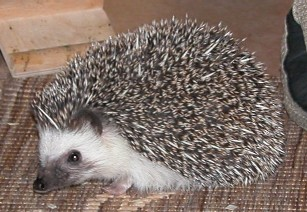
Afrikansk pygméigelkott förekommer som sällskapsdjur.

Arter av släktet Atelerix förekommer i USA och ibland i Europa som sällskapsdjur. Dessa djur blev först importerade från Amerika men idag finns även avelsstationer i Europa.
Råttigelkottar används ibland som försöksdjur.

## Hot
Några igelkottdjur blev tidigare jagade på grund av att man tillskrev olika kroppsdelar läkande effekter eller att man betraktade djuren som onda i folkets vantro men arternas bestånd var inte hotat. På grund av att arterna i underfamiljen igelkottar anpassar sig till kulturlandskapet är de mindre hotade än andra däggdjur.
Igelkottdjurens naturliga fiender utgörs nästan uteslutande av ugglor och grävlingar. Alla andra rovdjur avskräcks vanligen av taggarna.
Idag är ett av de största hoten vägar där många individer blir överkörda. Dessutom bildar vägar onaturliga gränser mellan olika populationer som ger upphov för inavel.
IUCN listar två arter (Paraechinus nudiventris och Mesechinus hughii) som sårbara (vulnerable). I motsats till de förstnämnda igelkottdjuren är råttigelkottar hotade genom förstörelsen av deras levnadsområde. Fyra arter av denna underfamilj listas som starkt hotade (endangered) eller akut hotade (critically endangered).

## Systematik

### Yttre systematik
Igelkottdjurens systematiska position är fortfarande omstridd. Vanligen räknas de till ordningen äkta insektsätare (Eulipotyphla) som dessutom bildas av näbbmössen (Soricidae), mullvadsdjuren (Talpidae) och några andra släkten.
Vid början av 2000-talet gjordes molekylärgenetiska undersökningar av djurens mitokondriella DNA. Dessa studier tyder för igelkottdjuren på att djurgruppen ska klassas som en egen ordning. Ordningen fick namnet Erinaceomorpha och betraktas av zoologer som godkänner teorin som en basal grupp i infraklassen högre däggdjur.
I nyare studier kritiseras teorin om Erinaceomorpha. Där påstås att igelkottdjurens mitokondriella DNA genomgick snabba evolutionära mutationer så att djurgruppens genetiska egenskaper skiljer sig mer från igelkottarnas närmaste släktingar än från andra däggdjur. Efter utvärderingen av de nämnda studierna som undersökte gener i cellkärnan och gener i mitokondrierna antas numera åter att igelkottdjuren tillhör ordningen äkta insektsätare. Samma undersökningar visade att näbbmössen är igelkottdjurens systergrupp.
På så sätt beskrivs igelkottdjurens systematiska position enligt följande kladogram:
```
 Äkta insektsätare (Eulipotyphla)
  ├─── 
Snabelslidmöss
 & 
Nesophontidae
 †
  └─── N.N.
        ├─── 
Mullvadsdjur
 (Talpidae)
        └─── N.N.
              ├─── 
Igelkottdjur
 (Erinaceidae)
              └─── 
Näbbmöss
 (Soricidae)
```

### Inre systematik

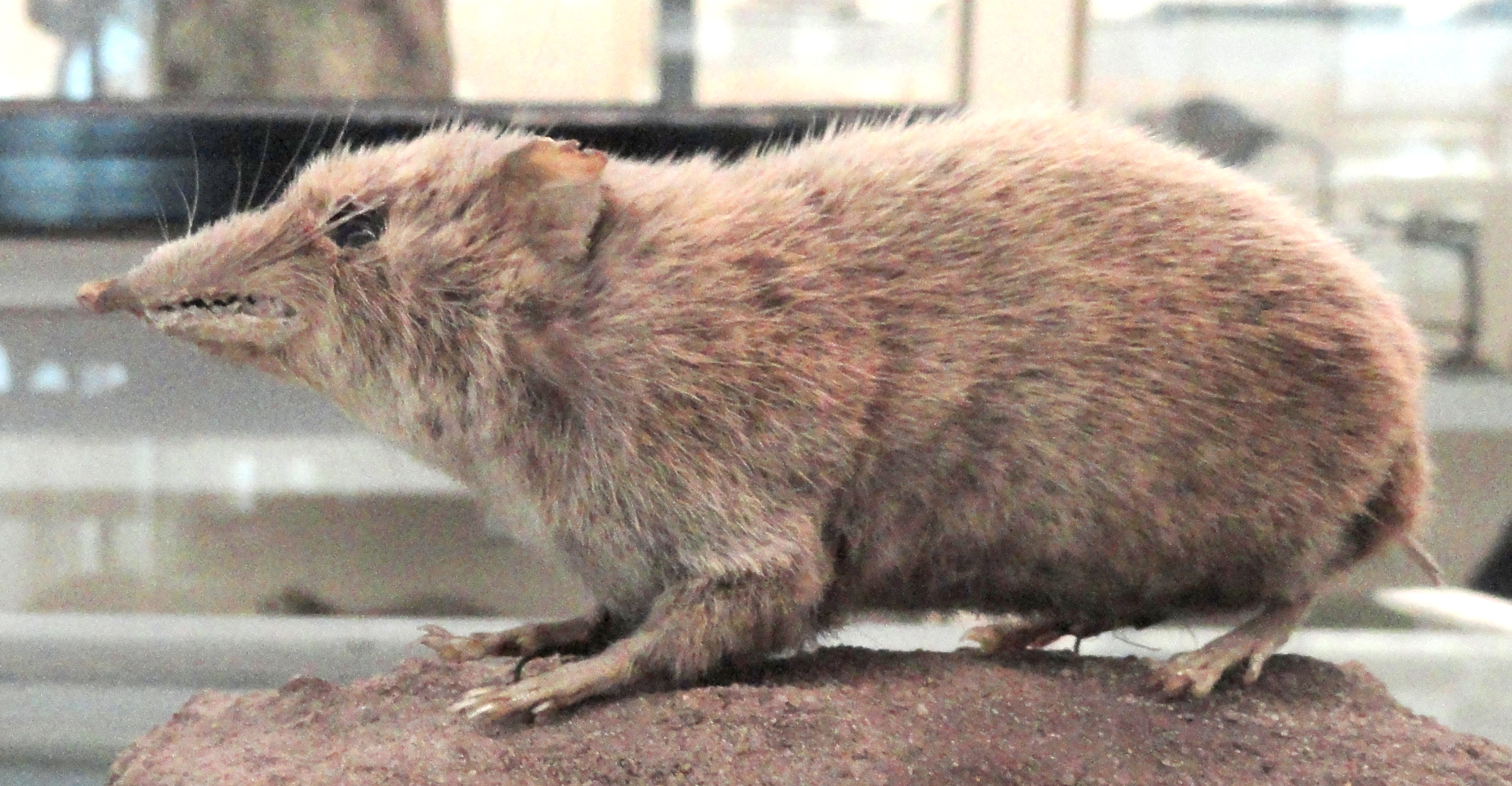
Hylomys suillus är en råttigelkott.

Enligt Wilson & Reeder (2005) utgörs familjen av följande underfamiljer, släkten och arter.
- Underfamilj råttigelkottar (Galericinae)
  - Echinosorex, en art
    - Månråtta (E. gymnura)

  - Hylomys, tre arter
    - H. megalotis
    - H. parvus
    - H. suillus

  - Neotetracus, en art
    - Neotetracus sinensis

  - Neohylomys, en art
    - Neohylomys hainanensis

  - Podogymnura, två arter
    - P. aureospinula
    - P. truei
- Underfamilj igelkottar (Erinaceinae)
  - Erinaceus, fyra arter
    - E. amurensis
    - Östlig igelkott (Erinaceus concolor)
    - Igelkott (Erinaceus europaeus)
    - E. roumanicus

  - Atelerix, fyra arter
    - Spansk igelkott (Atelerix algirus)
    - Afrikansk pygméigelkott (Atelerix albiventris)
    - A. frontalis
    - A. sclateri

  - Mesechinus, två arter
    - M. dauuricus
    - M. hughi

  - Långörade igelkottar (Hemiechinus), två arter
    - Egyptisk långörad igelkott (Hemiechinus auritus)
    - Hemiechinus collaris

  - Paraechinus, fyra arter
    - P. aethiopicus
    - P. hypomelas
    - P. micropus
    - P. nudiventris